# مورندية
مُوْرَنْدِيَة (الاسم العلمي: Maurandya)، جنس نباتات مُزهرة عارشة مُعمرة من فصيلة الحملية. موطنها المكسيك وجنوب غرب الولايات المتحدة (من ولاية كاليفورنيا إلى وسط ولاية تكساس). سوقها متسلقة. أوراقها قلبية النصل. أوراقها كبيرة القد محورية الارتكاز. تويجها أنبوبي الشكل، خماسي الفصوص اللامتساوية. واحد من أنواعه الأربعة، Maurandya barclayana، يزرع على نطاق واسع كنبات زينة.